# 詹姆斯敦 (新墨西哥州)
詹姆斯敦（英語：Jamestown）是位於美國新墨西哥州麥金萊縣的普查規定居民點。

## 人口
根據2020年美國人口普查的數據，詹姆斯敦的面積為7.07平方千米，皆為陸地。當地共有人口317人，而人口密度為每平方千米44.84人。